# Suorvadammen

Flygfoto över västra fördämningen på Suorvadammen, cirka 1960

Suorvadammen är en kraftverksdamm i Stora Lule älv som dämmer upp regleringsmagasinet Akkajaure. Regleringsnivåerna ligger mellan 423 och 453 meter. Dammen reglerade vattenflödet till Porjus vattenkraftverk vilket in sin tur, med samma vatten, försörjer alla vattenkraftverk i Stora Luleälv.
Dammen anlades vid Lilla Sjöfallet nedanför Suorvasjöarna. Mitt i älvfåran finns en klippö, Jiertasuoloi, som dammen byggdes över i två delar, den östra respektive västra dammen.
Område som dammen och fördämningen omfattar ingick ursprungligen i Stora Sjöfallets nationalpark, inrättad 1909. Men inte ens nationalparker kunde utgöra ett hinder för vattenkraftsutbyggnaden under första världskrigets kristider, med brist på bränsle och livsmedel. För att exploatera det stora sjösystemet i Stora Sjöfallets nationalpark bröt riksdagen år 1919 ut området ur nationalparken. Dessförinnan menade Vetenskapsakademien, som ansvarade för tillsynen av landets nationalparker, att en uppdämning allvarligt skulle skada naturen i området, men motsatte sig ändå inte en exploatering eftersom de nationalekonomiska vinsterna bedömdes för stora.
Efter att alla etapper i bygget av dammen och det underjordiska kraftverket Vietas var klara, var Stora Sjöfallet rejält stympat. Från och men detta leddes allt vatten från Akkajaure genom kraftverket, vilket ursprungligen motsvarade 97 % av tillföringen i Kårtjejaure (194 m³/s). Medelvattenföringen är idag runt 6 m³/s, och oftast har vattenfallet karaktären av en större bäck.
Arbetsvägen över dammen är öppen för vandrare och är enda sättet att ta sig till Sarek och den södra delen av Stora Sjöfallets nationalpark norrifrån utan båt. 

## Byggnation av etapp 1
Suorvadammen första etapp byggdes eftersom Sverige behövde mer inhemsk produktion under första världskriget. Vattnet som lagrades skulle användas av Porjus kraftverk och elektriciteten för inhemsk produktion nära Porjus då elektricitet vid denna tid inte kunde transporteras längre sträckor. Under sommaren fraktades allt materiel till dammen med båt och pråm, men i huvudsak skedde frakten med häst och släde på vintern, detta då dammen byggdes i väglöst land (Länsväg BD 827 tillkom först 1965). Det litla samhälle Suorva med bostadsbaracker, sjukhus, folket hus etc byggdes. Endast ett fåtal av dessa byggnader finns idag kvar. Arbetsstyrkan varierade mellan 200 och 500 man. Suorva och Porjus utrustades med ett av Sveriges fåtal radiotelegramstationer. Mellan 1920 och 1923 fanns även en flygförbindelse med persontransport mellan Suorva och Porjus. Etapp ett avbröts i förtid på en höjd av 9 meter istället för de planerade 13 meterna, på grund av lågkonjunkturen efter första världskriget och de få industrierna som faktiskt flyttade norrut och kunde nyttja elektriciteten.

## Byggnation av etapp 2
Sveriges behov av elektricitet ökade och ny teknik gjorde det möjligt att transportera elektriciteten längre sträckor. Porjus kraftverk skulle byggas ut[när?] och då behövde även Suorvadammen byggas ut för att kunna lagra mer energi så att Porjus kraftverk kunde utnyttjas till fullo. Som vid etapp ett så saknades väg och transporterna skedde med båt, pråm, häst och släde. Ungefär 250 man jobbade med byggnationen, upp emot 10 000 hade dock sökt dessa jobb. I februari 1938 var Suorva insnöat i 3 veckor och svält hotade samhället och bygget.

## Byggnation av etapp 3
Etapp tre byggdes[när?] av samma anledning som etapp ett, när andra världskriget gjorde att Sverige behövde mer inhemsk produktion av elektricitet, och Norrbottens Järnverk skulle byggas i Luleå. Som mest arbetade 350 man med byggnationen. Arbetarna fick oftast inte nog mycket mat[källa behövs] och matstrejkade vid något tillfälle. Eftersom dammen var mycket värdefull för Sverige bevakades den av två luftvärn, ett på varje sida.

## Byggnation av etapp 4
Sveriges energibehov hade återigen ökat[när?] på grund av det Svenska folkhemmet.[källa behövs] Suorvadammen var också i dåligt skick, trots reparationsförsök, bland annat med plast. Tekniken med jord och fyllningsdamm hade nu[när?] utvecklats. Bygget kombinerades med bygget av Vietas kraftstation där sten från tunnlarna användes för att bygga dammen. Länsväg BD 827 anlades för att byggnationen av Vietas kraftstation och etapp fyra skulle kunna genomföras, vilket möjliggjorde användandet av tunga fordon vid byggnationen. Denna gång byggdes inte något samhälle, då bilen hade börjat bli populär och möjliggjorde veckopendling. För första gången röjde man undan skog som skulle hamna under vattenytan, för att slippa problem med stora mängder virke som tidigare flöt runt i dammen. Fram till och med 1970 bodde dammvakter i Suorva, något som inte längre behövdes med den nya dammtypen. År 1973 började dock dammen att läcka genom den östra dammen, något som reparerades.
| Utbyggnadsetapp       | 1              | 2                   | 3            | 4                 |
| --------------------- | -------------- | ------------------- | ------------ | ----------------- |
| Byggnadsår            | 1919–1923      | 1937–1941           | 1942–1944    | 1966–1972         |
| Magasinvolym          | 1020 milj m³   | 2190 milj m³        | 2750 milj m³ | 6000 milj m³      |
| Regleringsgrad        | 20 %           | 45 %                | 57 %         | 111 %             |
| Vattenståndsvariation | 8,5 meter      | 15,3 meter          | 18,4 meter   | 30 meter          |
| Östra dammen          | Serievalvsdamm |                     |              | Stenfyllningsdamm |
| Längd                 | 220 meter      | Förlängd till 316 m |              | 750 meter         |
| Högsta höjd           | 11 meter       | Höjd till 21,5 m    |              | 50 meter          |
| Västra dammen         | Serievalvsdamm |                     |              | Stenfyllningsdamm |
| Längd                 | 168 meter      | Förlängd till 291 m |              | 450 meter         |
| Högsta höjd           | 11 meter       | Höjd till 24 m      |              | 67 meter          |
| Sågviksdammen         |                |                     | Betongdamm   | Stenfyllningsdamm |
| Längd                 |                |                     | 140 meter    | 330 meter         |
| Högsta höjd           |                |                     | 4 meter      | 23 meter          |
| Kostnad               | 13 milj kr     | 4 milj kr           | 5,7 milj kr  | 116 milj kr       |